# العطل الرسمية في أذربيجان

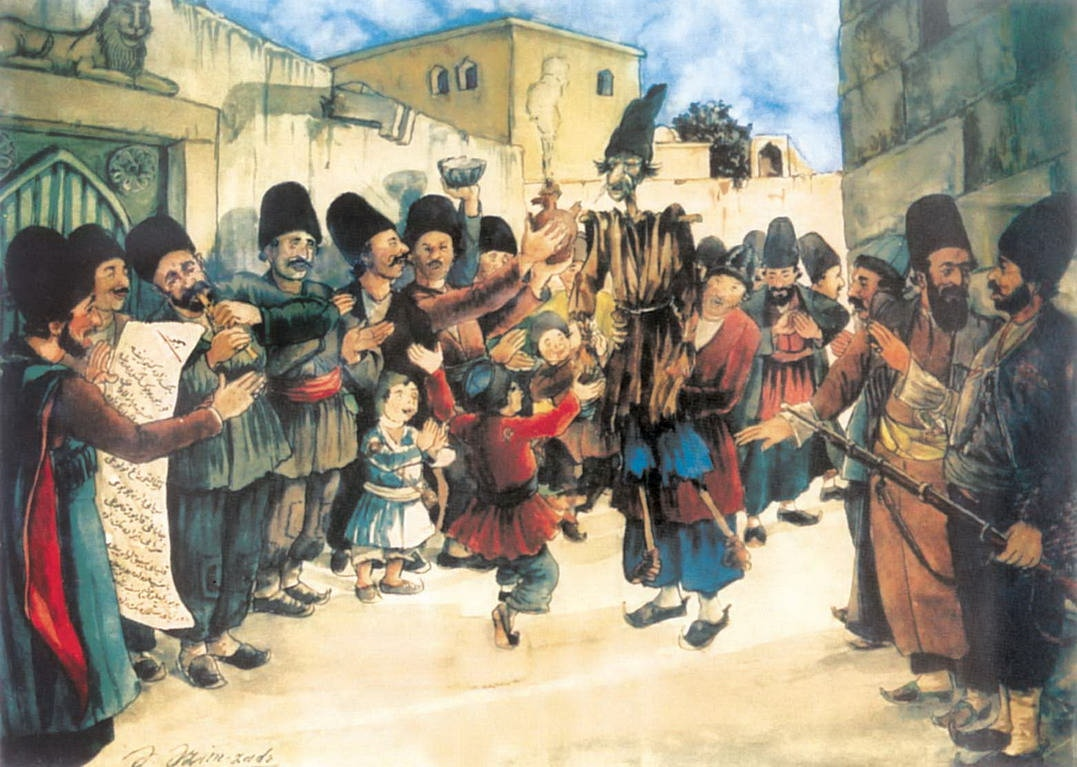
يوم عطلة في قرية أذربيجانية 1930.

العطل الرسمية في أذربيجان تم تنظيمها في دستور جمهورية أذربيجان الاشتراكية السوفياتية للمرة الأولى في 19 أيار / مايو عام 1921 من قبل زعيم أذربيجان ناريمان ناريمانوف.

## العطل
أيام العطل الرسمية في أذربيجان تشمل ما يلي:
| تاريخ                                  | الاسم                                | الاسم المحلي | ملاحظات |
| -------------------------------------- | ------------------------------------ | ------------ | --- |
| كانون الثاني/يناير 1-2                 | رأس السنة الميلادية                  |              | 2 أيام |
| كانون الثاني / يناير 20                | يناير الأسود                         |              | ذكرى يناير الأسود (1990) في الاتحاد السوفيتي عندما دخلت القوات باكو وقتل فيها أكثر من 130 مدنيا. أيضًا هذا اليوم ذكرى ضحايا حرب مرتفعات قرة باغ (1988). |
| 8 مارس                                 | اليوم العالمي للمرأة                 |              | 1 يوم |
| آذار/مارس 20-24                        | مهرجان الربيع                        |              | 5 أيام (ابتداء من عام 2011) |
| 9 مايو                                 | يوم النصر                            |              | تكريما لانتصار الاتحاد السوفييتي على ألمانيا النازية خلال الحرب العالمية الثانية.                                                                      |
| 28 مايو                                | يوم الجمهورية                        |              | تأسيس جمهورية أذربيجان الديمقراطية (1918). |
| 15 يونيو                               | يوم الخلاص الوطني.                   |              | خلال هذا اليوم تم دعوة حيدر علييف إلى باكو لقيادة البلاد (1993).                                                                                       |
| 26 يونيو                               | يوم القوات المسلحة لجمهورية أذربيجان |              | |
| 18 أكتوبر                              | عيد الاستقلال الوطني لأذربيجان       |              | الاستقلال عن الاتحاد السوفيتي |
| 9 نوفمبر                               | يوم العلم                            |              | ذكرى اعتماد علم أذربيجان في 9 تشرين الثاني عام 1918 ، التي تأسست رسميا في 9 تشرين الثاني، 2009.                                                        |
| 31 كانون الأول/ديسمبر                  | يوم التضامن الدولي الأذربيجاني       |              | مستوحاة من سقوط جدار برلين، ويحتفل به الأذربيجانيين في جميع أنحاء العالم باعتباره اليوم الدولي للتضامن الأذربيجانيين.                                  |
| التغييرات بسبب التقويم القمري الإسلامي | عيد الفطر                            |              | 2 أيام |
| التغييرات بسبب التقويم القمري الإسلامي | عيد الأضحى                           |              | 2 أيام |

### احتفالات أخرى
- 30 يناير – يوم الجمارك الأذربيجانية.
- 2 فبراير – يوم الشباب في أذربيجان[6]
- 11 فبراير- يوم دائرة الإيرادات.
- 26 فبراير – يوم ذكرى ضحايا مجزرة خوجالي
- 5 مارس – يوم الثقافة البدنية والرياضة
- 28 مارس – يوم الأمن الوطني
- 31 مارس – يوم الإبادة الجماعية للأذربيجانيين
- 23 مارس – يوم وزارة البيئة والموارد الطبيعية
- 10 نيسان/أبريل – يوم باني
- 10 مايو – مهرجان الزهور
- 2 يونيو – يوم الطيران المدني
- 5 يونيو – يوم استصلاح
- 18 يونيو- اليوم العالمي لحقوق الإنسان
- 20 يونيو – يوم قطاع الغاز
- 2 يوليو – يوم الشرطة الأذربيجانية.
- 9 يوليو – يوم العاملين في السلك الدبلوماسي
- 22 يوليو – اليوم الوطني للصحافة في أذربيجان
- 1 أغسطس – يوم اللغة الأذربيجانية الأبجدية.
- 2 أغسطس – اليوم الوطني الأذربيجاني للسينما
- 15 سبتمبر – يوم المعرفة
- 18 سبتمبر – اليوم الوطني للموسيقى
- 20 سبتمبر – يوم النفط الاذربيجاني/يوم عمال النفط [7]
- 1 أكتوبر – يوم النيابة العامة في أذربيجان [8]
- 13 أكتوبر – يوم السكك الحديدية الأذربيجانية
- 8 نوفمبر – يوم مترو باكو للموظفين
- 12 نوفمبر – يوم الدستور
- 22 نوفمبر – يوم العدل في أذربيجان
- 6 ديسمبر – يوم وزارة الاتصالات وتكنولوجيا المعلومات في أذربيجان
- 16 ديسمبر – يوم وزارة الحالات الطارئة الأذربيجانية

## روابط خارجية
- العطل الأذربيجانية (بالأذرية)